# Louis-Germain Girol
Louis-Germain Girol, francoski general, * 1878, † 1965.